# Wolseley Twenty-One
La Twenty-One è un'autovettura di lusso prodotta dalla Wolseley dal 1936 e al 1940. 

## La prima Twenty-One (1936-1937)
La prima Twenty-One fu un modello di grandi dimensioni che sostituì 21/60. Aveva un motore in linea a sei cilindri con valvole in testa, da 2.915 cm³ di cilindrata. Possedeva due carburatori SU. Il modello raggiungeva una velocità massima di 120 km/h.
La prima Twenty-One è stata disponibile con un solo tipo di carrozzeria, berlina quattro porte. 

## La seconda Twenty-One (1938-1940)
Nel 1938 il modello fu aggiornato. Il motore rimase inalterato, ma le dimensioni del corpo vettura vennero riviste. La potenza era di 90 CV a 3.700 giri al minuto. Questa seconda Twenty-One fu tolta dal mercato nel 1940, senza il lancio di nessun modello successore.
Anche questa seconda Twenty-One è stata offerta con un solo tipo di carrozzeria, berlina quattro porte.